# Valentina Zeljaeva
Valentina Zeljaeva (in russo Валентина Зеляева?; Ulan-Udė, 11 ottobre 1982) è una modella russa.

## Biografia
Dopo la nascita, si trasferisce con la famiglia a Mosca dove, a 17 anni, comincia a lavorare come modella.
Dopo aver lasciato la nativa Russia, durante un breve soggiorno di lavoro in Giappone, incontra il futuro marito con il quale si trasferisce in Brasile.  Nel 2003 interrompe gli studi di architettura e firma un contratto con la Marilyn Agency di San Paolo. Successivamente, in occasione della visita di un agente della consociata Marilyn Agency di New York a San Paolo, per scoprire nuovi talenti, le viene offerta l'opportunità di lavorare a New York. Opportunità che non si lascia sfuggire.
Il famoso fotografo di moda David Sims intuisce subito il suo potenziale e la fotografa per la campagna di Balenciaga. Gli stilisti vengono attratti subito dalla bellezza e dal fascino di "Valentina" (suo nome d'arte) che comincia così, nel 2004 per la sfilata (pret-a porter primavera/estate 2005) di Cynthia Steffe a New York, la sua carriera di modella e l'ascesa ai vertici del mondo della moda. Nella sua prima stagione a New York si aggiudica le campagne pubblicitarie per Calvin Klein, Balenciaga e Ralph Lauren (griffe con la quale firma un contratto milionario di sette anni e per la quale aprirà ogni futura sfilata). Contemporaneamente appare sulle riviste: Harper's Bazaar, Vogue America, Vogue Francia e Vogue Italia. Diventa così una delle modelle più richieste e nel 2005 viene immortalata all'interno dell'esclusivo calendario Pirelli.
Rientra nel gruppo delle modelle dell'Est di "seconda generazione" nate negli anni ottanta, principalmente russe, bielorusse, ucraine e rumene dopo quelle "apripista" di "prima generazione" nate dal '65 all'80 e per lo più slovacche, ceche ed estoni.
Nella sua carriera ha sfilato per le più grandi case di moda al mondo, tra le quali: Hermès, Versace, Chanel, Valentino, Dolce & Gabbana, Gucci, Christian Dior, Fendi, Moschino, Etro, Prada, Stella McCartney, Kenzo, Dsquared², Roberto Cavalli, Calvin Klein, Donna Karan, Louis Vuitton, Emanuel Ungaro, Ralph Lauren, Emilio Pucci, Salvatore Ferragamo, Blumarine, Alexander McQueen, Lanvin, Bottega Veneta, Missoni, Trussardi, Elie Saab, Givenchy, Chloé, Costume National, John Galliano, Alberta Ferretti, Christian Lacroix, Gianfranco Ferré, Balenciaga, Belstaff e moltissime altre.
Ha partecipato ad oltre 250 sfilate (pur saltando le due stagioni prêt-à-porter e le due stagioni Alta Moda del 2007) ed è apparsa per 8 volte sulla copertina di Vogue nel mondo.
Nel 2009 continua ad essere il volto delle campagne pubblicitarie di Ralph Lauren e a febbraio sfila a New York per lo stilista statunitense e in seguito a Parigi per la maison Givenchy (collezioni autunno/inverno 2009).

## Agenzie
- Marilyn Agency - San Paolo del Brasile
- Women Management - New York, Milano, Parigi
- Mega Model Agency - Amburgo, Miami
- Select Model Management
- UNO - Barcellona